# Калинин, Тихон Игнатьевич
Ти́хон Игна́тьевич Кали́нин (6 [19] августа 1916, Смышляевка, Симбирская губерния — 13 июля 1944, Пинск) — гвардии майор Рабоче-крестьянской Красной Армии, участник Великой Отечественной войны, Герой Советского Союза (1944).

## Биография
Тихон Калинин родился 6 (19) августа 1916 года в селе Смышляевка (ныне — Кузоватовский район Ульяновской области). Окончил восемь классов школы. С четырнадцатилетнего возраста работал на стройке в Москве, позднее переехал на Кавказ, где работал пастухом, плотником. В августе 1937 года был призван на службу в Рабоче-крестьянскую Красную Армию. Окончил школу младших командиров и Горьковское военно-политическое училище. Участвовал в боях на озере Хасан и на реке Халхин-Гол, советско-финской войне. Указом Президиума Верховного Совета СССР от 22 мая 1940 г. был награждён медалью «За отвагу». С июня 1941 года — на фронтах Великой Отечественной войны. Участвовал в Смоленском сражении, битве за Кавказ, освобождении Крыма. В боях четыре раза был ранен. С августа 1943 года гвардии майор Тихон Калинин — командир 62-го отдельного гвардейского истребительно-противотанкового дивизиона 55-й гвардейской стрелковой дивизии. Особо отличился во время освобождения Пинска.
13 июля 1944 года во главе десантного отряда из четырёх орудий с расчётами Калинин переправился через реку Ясельда и с ходу вступил в бой. В том бою артиллеристы уничтожили 4 танка и большое количество пехотинцев противника. Один из немецких танков подбил лично Калинин, заменив собой погибшего наводчика. В том бою Калинин погиб. Похоронен в братской могиле в Пинском парке культуры и отдыха.
Указом Президиума Верховного Совета СССР от 25 сентября 1944 года за «умелое командование артдивизионом, образцовое выполнение боевых заданий командования на фронте борьбы с немецкими захватчиками и проявленные при этом мужество и героизм» гвардии майор Тихон Калинин посмертно был удостоен высокого звания Героя Советского Союза.

## Награды и звания
- Медаль «За отвагу» (22.5.1940)[2][3]
- Орден Красной Звезды (5.12.1942)[2]
- Орден Отечественной войны I (28.10.1943)[4] и II (28.7.1944)[5] степеней
- Орден Красного Знамени (19.01.1944)[3]
- Герой Советского Союза (медаль «Золотая Звезда» и Орден Ленина; 25.9.1944)[6]

## Память
- В честь Т. И. Калинина названы улицы в Пинске и Нижнем Новгороде[1].
- Памятник Герою Советского Союза Т. И. Калинину в Почапово Пинского района Брестской области (13.07.2024)[7]. Около административного здания ОАО «Почапово».

На стеле закреплена табличка с надписью: «КАЛИНИН Тихон Игнатьевич Герой Советского Союза, участник освобождения Пинского района от немецко-фашистских захватчиков. 13 июля 1944 г. во главе дивизиона орудий форсировал реку Ясельда, руководил боем, лично подбил танк, погиб смертью храбрых, отбивая контратаки врага».